# Ambasiella murmanica
Ambasiella murmanica is een vlokreeftensoort uit de familie van de Ambasiidae. De wetenschappelijke naam van de soort is voor het eerst geldig gepubliceerd in 1905 door Brüggen.